# Maksim Anissimau
Maksim Anissimau (belarussisch Максим Анисимаў; * 5. April 1983 in Minsk) ist ein ehemaliger belarussischer nordischer Kombinierer und Skispringer.

## Werdegang
Anissimau begann seine Karriere im Jahr 2002 als Nordischer Kombinierer. Sein bestes erreichtes Ergebnis war der 22. Platz beim FIS-Rennen in Val di Fiemme in den Disziplinen 7,5 km Sprint und 15 km Freistil.
2003 beendete er offiziell seine Karriere als Nordischer Kombinierer und startet seitdem als Skispringer. Erstmals im offiziellen Skisprung-Nationalkader stand er beim Weltcup-Springen am 28. November 2003 in Kuusamo in Finnland. Zwischenzeitlich sprang Anissimau jedoch auch weiter im Continental Cup und im FIS-Cup. Im FIS-Cup gewann er sein bislang einziges Springen am 17. Dezember 2005 im finnischen Kuopio. Bei der Nordischen Skiweltmeisterschaft 2005 in Oberstdorf erreichte Anissimau mit der Mannschaft im Teamwettbewerb den 13. Platz und im Einzelspringen den 50. Rang.
Bei den Olympischen Winterspielen 2006 in Turin erreichte er auf der Normalschanze den 33. Platz.

## Erfolge

### Weltcup-Platzierungen
| Saison  | Platz | Punkte |
| ------- | ----- | ------ |
| 2003/04 | 74.   | 03     |
| 2004/05 | 88.   | 02     |